# Drift (película)
Drift es una película dramática de 2023 dirigida por Anthony Chen a partir de un guion de Susanne Farrell y Alexander Maksik. Está basada en la novela A Marker To Measure Drift de Maksik. Una coproducción francesa, británica y griega, es el primer largometraje en inglés de Chen. La película está protagonizada por Cynthia Erivo, Alia Shawkat, Ibrahima Ba, Honor Swinton Byrne, Zainab Jah y Suzy Bemba.
Drift tuvo su estreno mundial en el Festival de Cine de Sundance el 22 de enero de 2023.

## Sinopsis
La película sigue a Jacqueline, una refugiada liberiana que huye a una isla griega y desarrolla una amistad con un guía turístico estadounidense mientras lidia con su pasado.

## Reparto
- Cynthia Erivo como Jacqueline
- Alia Shawkat como Callie
- Ibrahima Ba
- Honor Swinton Byrne
- Zainab Jah
- Suzy Bemba como Saifa

## Producción
La película es una coproducción entre Paradise City Films de Francia, Heretic de Grecia y Fortyninesixty del Reino Unido, en asociación con Cor Cordium, Edith's Daughter y Giraffe Pictures, y está financiada por Sunac Culture y Aim Media, Lauran Bromley's Ages LLC, Reino Unido. Global Screen Fund y el Centro de Cine Griego, con apoyo adicional del Programa Europeo de Medios de Europa Creativa. United Talent Agency maneja los derechos norteamericanos de la película.
La producción concluyó en mayo de 2022.

## Estreno
La película tuvo su estreno mundial en el Festival de Cine de Sundance de 2023 en la sección Premieres el 22 de enero de 2023. En abril de 2023, Utopia adquirió los derechos de distribución de la película en Estados Unidos.